# Dioctria sudetica
Dioctria sudetica är en tvåvingeart som beskrevs av Oswald Duda 1940. Dioctria sudetica ingår i släktet Dioctria och familjen rovflugor. Inga underarter finns listade i Catalogue of Life.